# Franz Rudolph von Hettersdorf

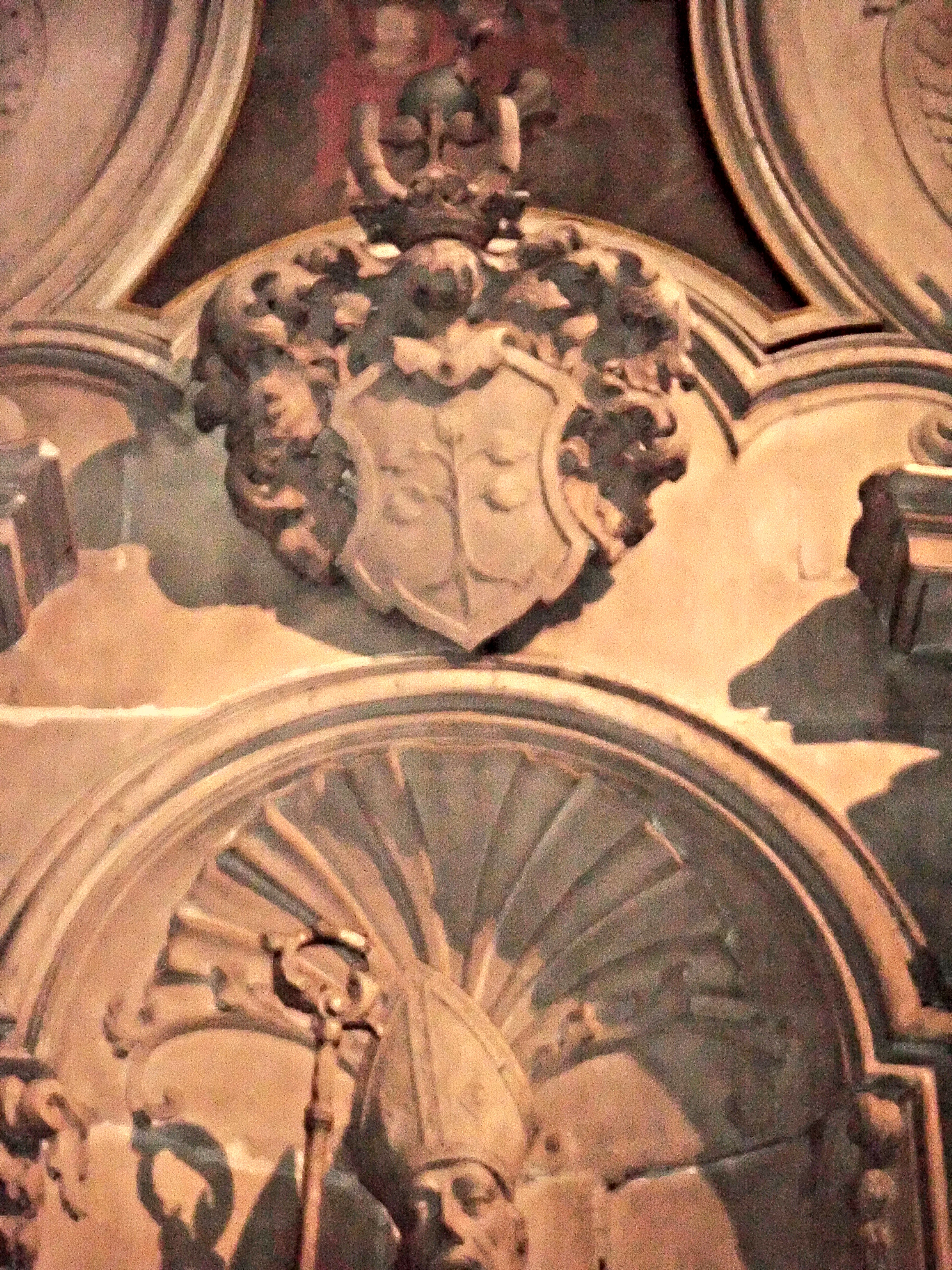
Wappen des Domkapitulars Franz Rudolph von Hettersdorf (1675–1729), an dem von ihm gestifteten Nikolaus–Altar im Wormser Dom

Franz Rudolph von Hettersdorf (* 7. April 1675 in Aschach; † 28. August 1729 in Worms) war Domkapitular in Worms und Stiftsherr in Würzburg.

## Herkunft
Er entstammte dem alten fränkischen Adelsgeschlecht der Freiherren von Hettersdorf und wurde als Sohn des Barons Georg Adolf von Hettersdorf sowie seiner Gattin Anna Dorothea Hund von Saulheim geboren. Der Vater war Kurmainzer Kammerherr und hochstiftisch würzburgischer Geheimer Rat sowie Oberamtmann zu Waldaschach, später in Rothenfels.
Sein jüngerer Bruder Johann Adolph von Hettersdorf (1678–1727) amtierte als Domherr in Würzburg und als Prorektor der dortigen Julius-Maximilians-Universität.

## Leben

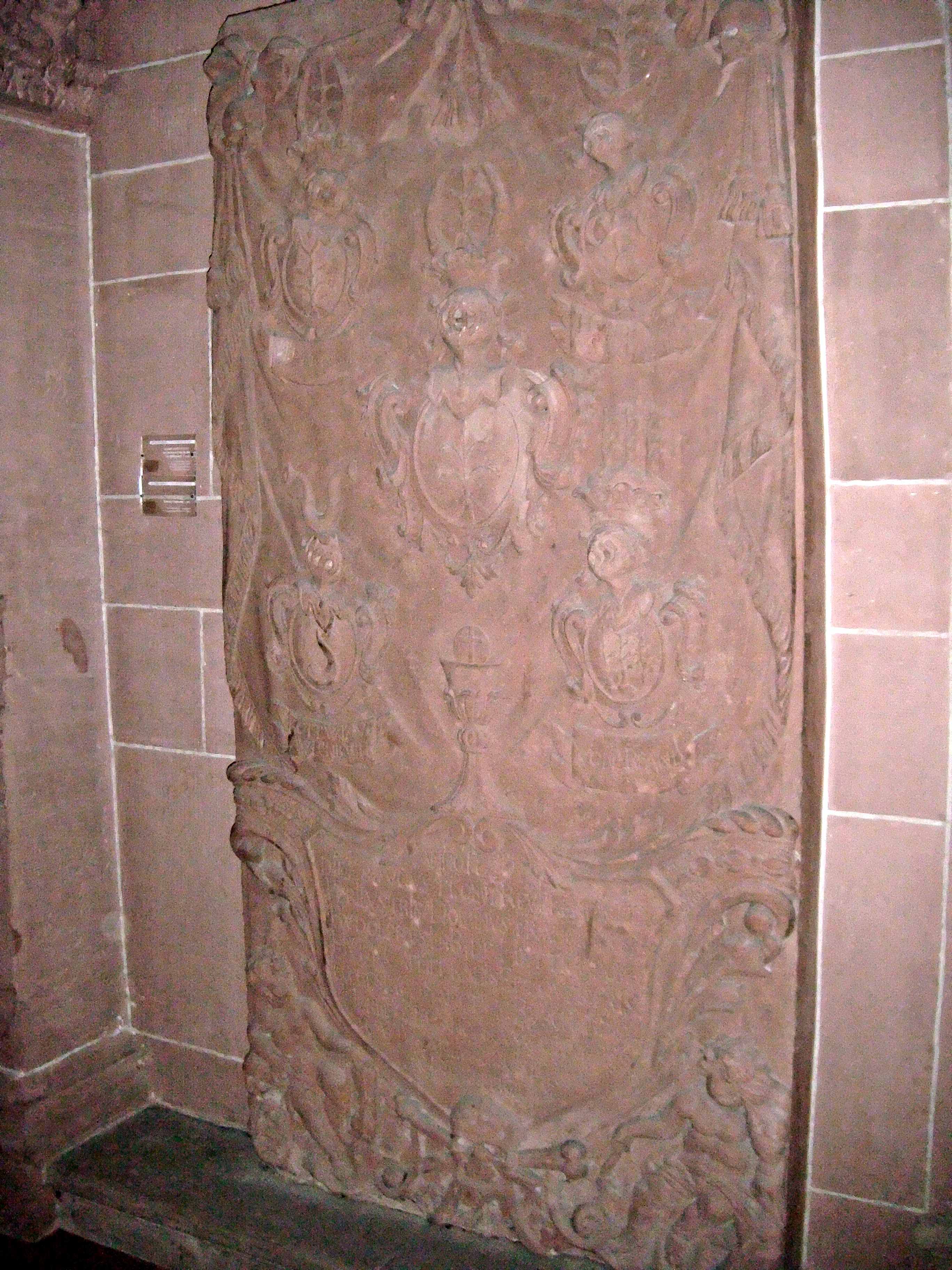
Wappenepitaph im Wormser Dom

Franz Rudolph von Hettersdorf trat 1685 in das Adelige Seminar zu Würzburg ein. Am 2. April 1689 wurde er dort Domizellar und immatrikulierte sich mit Datum vom 21. April 1693 an der Würzburger Universität. Ab 15. Oktober 1695 besuchte er für zwei Jahre das Collegium Germanicum in Rom, von 1697 an die Universität Siena. Am 1. August 1698 empfing Hettersdorf in Rom die Weihe zum Subdiakon. Von 1699 bis 1703 besuchte er die Sorbonne in Paris.
Vom 12. April 1707 bis zu seinem Tod amtierte Franz Rudolph von Hettersdorf als Kapitular am Ritterstift St. Burkard in Würzburg. Ab 1689 fungierte er überdies als Domherr in Worms. 1713, 1715 und 1716 unternahm er jeweils eine Wallfahrt zum Kloster Nothgottes im Rheingau.
Hettersdorf starb 1729 und wurde im (nicht mehr existierenden) Kreuzgang des Wormser Domes beigesetzt. Im Dom selbst befindet sich sein großes Wappenepitaph aus rotem Sandstein. Es steht im südlichen Querschiff, ganz in der Nähe des steinernen Nikolausaltares, den der Domherr stiftete und der sein Wappen trägt. Testamentarisch finanzierte er auch einen Altar in der Stiftskirche St. Burkhard zu Würzburg. Am dortigen Chorgestühl ist er ebenfalls durch ein Wappenbild verewigt.

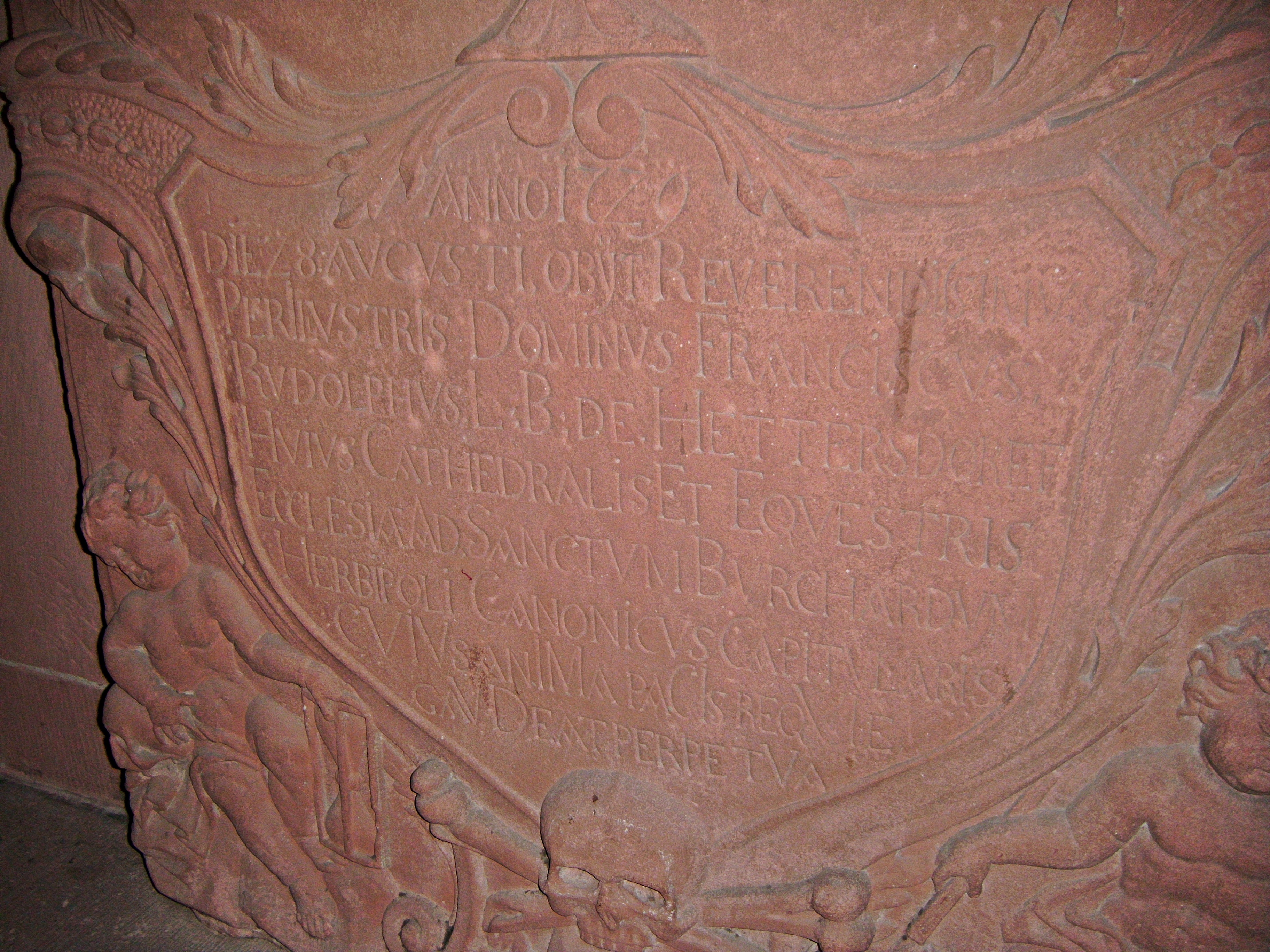
Epitaphinschrift im Wormser Dom
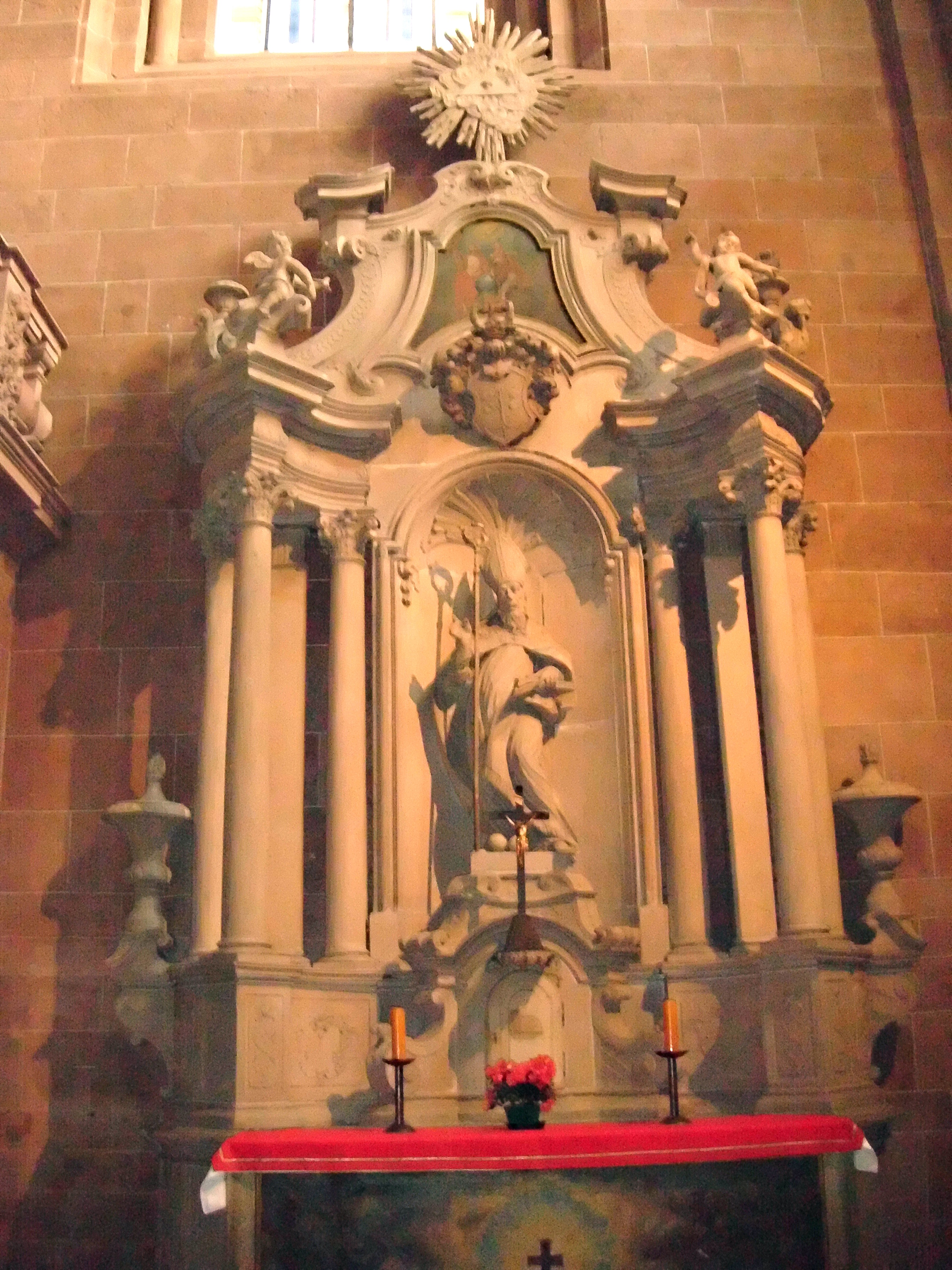
Der von Franz Rudolph von Hettersdorf gestiftete Nikolaus-Altar im Wormser Dom
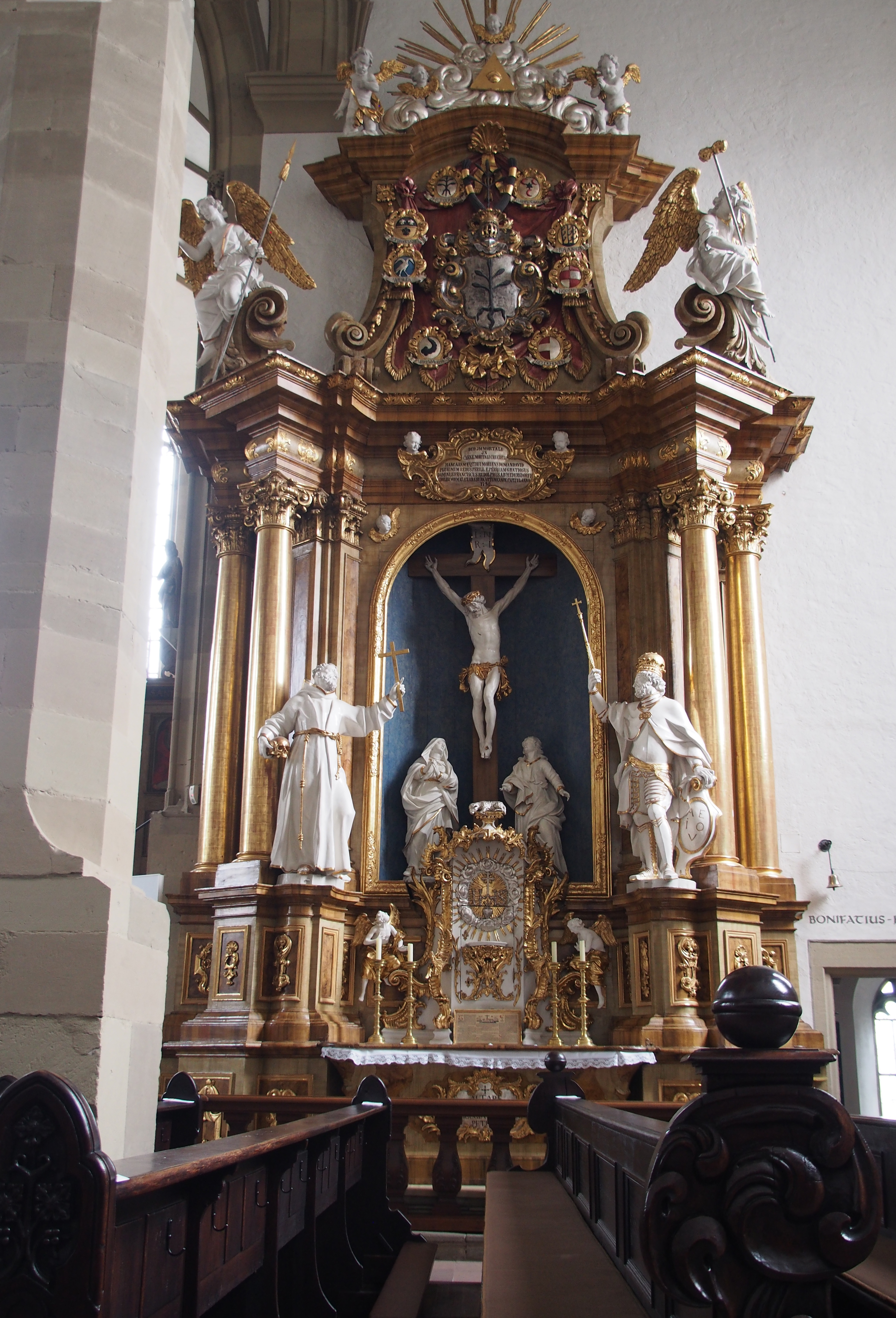
Der von Franz Rudolph von Hettersdorf gestiftete Altar in St. Burkard, Würzburg
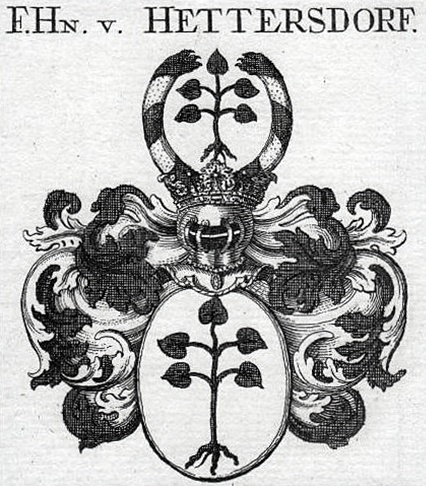
Wappen der Freiherrn von Hettersdorf